# Месарят
„Месарят“ (на френски: Le Boucher) е френско-италиански филм от 1970 година, психологически трилър на режисьора Клод Шаброл по негов собствен сценарий.

## Сюжет
В центъра на сюжета е млада учителка в провинциално градче, която се сприятелява с завърнал се от продължителна военна служба месар, но започва да го подозира в извършването на поредица убийства на млади жени в района.

## В ролите
| Изпълнител      | Роля              |
| --------------- | ----------------- |
| Стефан Одран    | Елен              |
| Жан Ян          | Попол             |
| Антонио Пасалиа | Анжело            |
| Паскал Фероне   | Отец              |
| Марио Бекара    | Леон Амел         |
| Уилям Геро      | Шарл              |
| Роже Рудел      | Инспектор Грумбах |

## Награди и номинации
За ролята си в „Месарят“ Стефан Одран е номинирана за награда на БАФТА за най-добра актриса.